# Гриньон де Монфор, Людовик Мария
Святой Людовик Мария Гриньон де Монфор (фр. Louis-Marie Grignon dit le Père de Montfort; 31 января 1673[…], Монфор-сюр-Ме — 28 апреля 1716[…], Сен-Лоран-сюр-Севр) — католический святой, писатель эпохи барокко.

## Биография
Учился в семинарии Сан-Сюльпис в Париже и был рукоположён в сан священника 5 июня 1700 года, после чего стал капелланом в больнице города Пуатье. Там встретил Марию Людовику Трише и с её помощью основал женский орден, целью которого была забота о больных. Некоторое время жил в Париже, а потом странствовал по северо-западным епархиям Франции, проповедуя и читая духовные упражнения. Очень большую известность получили духовные упражнения, которые святой прочитал в Ла Рошеле. В ходе своих поездок он создал несколько благотворительных школ. Со временем основал Монфортанское общество Девы Марии (лат. Societas Mariana Monfortana).
Умер в 1716 году. Его жизнь и учение стали более распространёнными в XIX веке.

## Труды
Святой Людовик Мария де Монфор известен, как пионер марийной набожности и мариологии, выражением которой стал его самый известный труд «Трактат о истинном почитании Пресвятой Девы Марии», где он развивает концепцию духовного рабства, как добровольного и доверительного предания себя Марии и пишет:

«Истинная набожность к Пресвятой Деве Марии свята, то есть ведёт душу к избежанию греха и подражанию добродетелям Пресвятой Девы Марии, особенно Её глубокому смирению, живой вере, слепому послушанию, неустанной молитве, всестороннему умерщвлению, Божественной чистоте, Её глубокому милосердию, Её героическому терпению, Её ангельской сладости и Божественной мудрости. Вот десять основных добродетелей Пресвятой Девы Марии».

Святой Людовик Мария де Монфор также известен как автор многочисленных книг и 164 гимнов. Его основными трудами, помимо «Трактата о истинном почитании Пресвятой Девы Марии», стали «Любовь к вечной мудрости» (англ. The Love of Eternal Wisdom), «Письмо к друзьям Креста» (англ. Letter to the Friends of the Cross), «Тайны Розария» (англ. The Secret of the Rosary), «Методы произношения молитв с чётками» (англ. Methods of Saying the Rosary) и «Секреты Марии» (англ. The Secret of Mary).

## Процесс канонизации и беатификации
Был беатифицирован в 1888 году Папой Львом XIII. Был канонизован в 1947 году Папой Пием XII.

## Монфортанцы
Религиозная семья монфортанцев (англ. Montfortian Religious Family) состоит из трёх религиозных конгрегаций в Римско-католической Церкви — «Общество Марии» (англ. The Company of Mary), «Дочери Мудрости» (англ. The Daughters of Wisdom) и «Братья Св. Габриэля» (англ. The Brothers of St Gabriel). Все они были основаны св. Людовиком и вдохновляются его учением. Семья также включает в себя группы мирян, которые были вдохновлены св. Людовиком.
В 1985 году небольшая группа верующих под руководством бразильского профессора Orlando Fedeli основали Культурную ассоциацию Монфор (англ. Montfort Cultural Association), с целью учиться, распространять и защищать католическую доктрину.
В 2003 году при участии братьев Св. Габриэля для укрепления, поддержки и развития учения Св. Людовика Марии был создан Монфор Центр (англ. Montfort Centre).